# Phyllocladus toatoa
Phyllocladus toatoa là một loài thực vật hạt trần trong họ Thông tre. Loài này được Molloy miêu tả khoa học đầu tiên năm 1996. Trước đây chúng được gọi là P. glaucus
và chỉ được tìm thấy tại New Zealand.
Phổ biến ở New Zealand, có thể tìm thấy loài này trong vùng đồng bằng và rừng núi bao gồm các đảo Bắc Trung Bộ và phía bắc. Chúng đang được bảo vệ tốt và không bị đe dọa.